# Canta Gallo
Canta Gallo est un corregimiento situé dans le district d'Alanje, province de Chiriquí, au Panama. La localité a été créée par la loi 41 du 30 avril 2003. En 2010, la localité comptait 577 habitants.

## Géographie
Il est situé au centre du district d'Alanje, bordé au nord par le canton d'El Tejar, au sud par la baie de Charco Azul, à l'est par les cantons d'Alanje et de Palo Grande ; et à l'ouest par le canton de Santo Tomás.